# Guaratuba
Guaratuba é um município do litoral do estado do Paraná, no Brasil. Fundada em 1770, é uma das mais antigas cidades do estado. Seu nome tem origem indígena e significa "Muitos Guarás", fazendo referência às aves de plumagem vermelha presentes na baía de Guaratuba, que hoje são um dos símbolos do município. Com 22 km de praia, Guaratuba é um dos principais destinos turísticos do litoral paranaense, sendo o turismo sua principal atividade econômica, junto à pesca e à agricultura.

## História
Por volta do ano 1000, chegaram à região indígenas do tronco linguístico tupi procedentes da Amazônia que expulsaram os povos que a habitavam, os tapuias, para o interior do continente. No século XVI, quando chegaram os primeiros navegadores europeus à região, a mesma estava ocupada por um desses povos indígenas do tronco linguístico tupi: a dos carijós.
No século XVIII, momento em que a região recebia visita de aventureiros, houve a preocupação em ocupar a costa sul do Brasil com vilas e povoados. Nesse sentido em 4 de setembro de 1765, dom Antônio Botelho de Nunes Mourão, governador da capitânia de São Paulo, determinou uma povoação na enseada de Guaratuba, sendo entregue essa tarefa a Afonso Botelho de San Payo e Souza, e para por a empreitada em prática, requisitou duzentos casais de trabalhadores que se dispuseram a cultivar a terra descoberta. O governador do estado de São Paulo da época, precisava de apoio político e institucional. Os espanhóis rondavam a costa brasileira, para a ocupação da região. Como prevenção, o povoado foi elevado a categoria de vila.
Em 30 de abril de 1770, foi aprovado pelo tenente coronel Afonso Botelho e eleita a primeira Câmara Municipal, que foi constituída por: Antônio Carvalho Bueno (Presidente), Antônio de Oliveira, Manoel de Miranda Coutinho (Procurador do Conselho), Joseh Martins Ferreira (Escrivão), Constantino José Cardoso (Tabelião). No solene ato, foram empossados pelos Camaristas de São Francisco do Sul, uma das mais antigas do Brasil.
Em 29 de abril de 1771, foi elevado o povoado à categoria de vila, chamada de Vila de São Luíz de Guaratuba da Marinha. Nesse dia, aconteceu um grandioso evento, que culminou com a celebração da missa pelo pároco Bento Gonçalves Cordeiro, secundado pelos freis: João Santana Flores e Francisco Borges. Por muitos anos foram os Camaristas que dirigiram o povo guaratubano, até a Proclamação da República, no qual um novo regime político passou a vigorar.
Em 20 de outubro de 1838, através do Decreto Lei Estadual nº 7.573, o município de Guaratuba foi extinto, passando a ser distrito, e passou a pertencer ao território de Paranaguá.
Em 10 de outubro de 1947, ano de grande divisão política que o Paraná experimentou, através da Lei nº02, foi restaurada a autonomia do município, sendo reinstalado em 25 de outubro do mesmo ano. Nessa nova fase política, o primeiro prefeito municipal foi o sr. Berilo da Cunha Padilha.

## Meio ambiente

### Praia
O litoral compreende uma enseada cujo arco praial se estende por 2.440 m, limitada pelo Morro de Caieiras, ao norte, e pelo Morro do Cristo, ao sul. A estabilização da linha de costa é feita por por meios artificiais, como muros de contenção. Como consequência, o espraiamento das ondas em marés de tempestade constantemente restringe a ação de processos naturais e causa destruição da infraestrutura urbana.

## Geografia
Toponímia

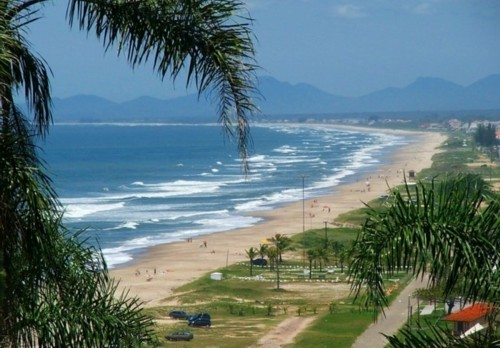
Praia do Brejatuba, em Guaratuba

"Guaratuba" é um termo de origem tupi que significa "ajuntamento de guarás". Esse nome foi concebido pelos nativos que habitavam essa região de mangues na época do descobrimento do Brasil pelos portugueses. Guará é o nome de uma ave de plumagem vermelha que existia em abundância nesta área e que, mesmo protegida pelas autoridades, desapareceu do litoral paranaense e quase foi extinta. "Tuba" vem do tupi tyba, que significa "ajuntamento".
Posição geográfica
- A posição geográfica de Guaratuba é a seguinte: Altitude - 6 metros
- Latitude - 25° 52'
- Longitude - 48° 34'

A cidade está situada em uma planície peninsular, arenosa, com uma frente na baía a noroeste, e outra frente no oceano Atlântico a sudeste.

### Clima
O clima de Guaratuba é subtropical superúmido, sem estação seca definida e isento de geadas. A média de temperatura dos meses mais quentes é superior a 30 graus centígrados e, nos meses mais frios, inferior a 18 graus centígrados.

### Demografia
Sua população, conforme estimativas do IBGE de 2021, era de 37 974 habitantes, sendo a segunda mais populosa do litoral paranaense.

### Rodovias
Rodovias que interligam o município ao restante o estado ou Santa Catarina:
- BR-376 - no território do município, ligando Curitiba à BR-101 em Garuva, Santa Catarina
- PR-412 - liga Garuva a Pontal do Paraná, passando por Guaratuba
- PR-807 - liga Guaratuba ao Ferry-boat da Baía de Guaratuba
- PR-808 - contorno de Guaratuba

## Economia
As principais atividades econômicas do município são a pesca, a agricultura e o turismo.
O camarão e o pescado têm um grande destaque na economia do município, com uma indústria pesqueira moderna e pescadores artesanais, o que movimenta aproximadamente R$ 94 milhões (SEAB, 2019), sendo uma das principais fontes de riqueza e emprego do município.
Na área rural de Guaratuba é cultivada a banana, sendo a cidade com maior produção da fruta do estado do Paraná. Dados da Secretaria de Estado da Agricultura mostra que sozinha a produção da fruta alcançou quase R$ 70 milhões (VBP - SEAB, 2019). O município também possui uma agricultura diversificada onde se destaca também a produção de arroz irrigado e mandioca, e muitos outros produtos de importância econômica. A indústria do palmito, com marcas reconhecidas no Brasil e no exterior, também movimenta a economia do município.
Com 22 km de praias e uma baía rica em fauna e flora, o turismo também constitui a fonte de receita do Município. Turistas de todo o Brasil e do mundo visitam as belezas naturais da área urbana e rural, os prédios históricos e também realizam atividades esportivas, com destaque para esportes náuticos.